# Tình trạng tra tấn tại Hoa Kỳ
Tình trạng tra tấn tại Hoa Kỳ bao gồm hồ sơ và các trường hợp tra khảo, đánh đập, hành hạ cả bên trong Hoa Kỳ và bên ngoài biên giới của nó bởi các nhân viên của chính phủ Mỹ.

### Chế độ nô lệ

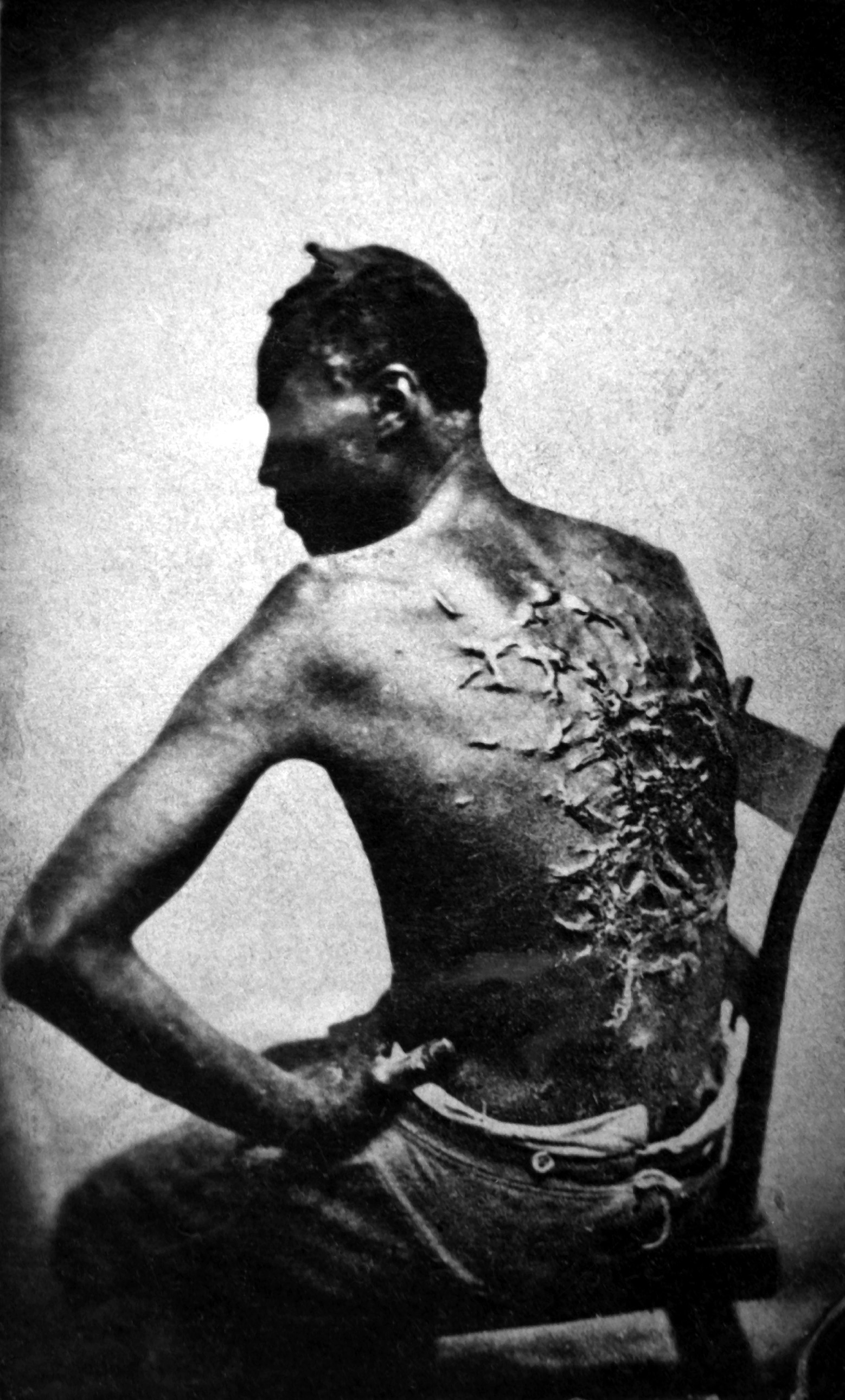
Peter, một nô lệ từ Baton Rouge, Louisiana, 1863. Những vết thương là kết quả của sự đánh đập bởi chủ nô của anh, kẻ đó về sau được tha bổng. Nạn nhân cần đến hai tháng để bình phục.

## Cảnh sát và nhà tù trong nước

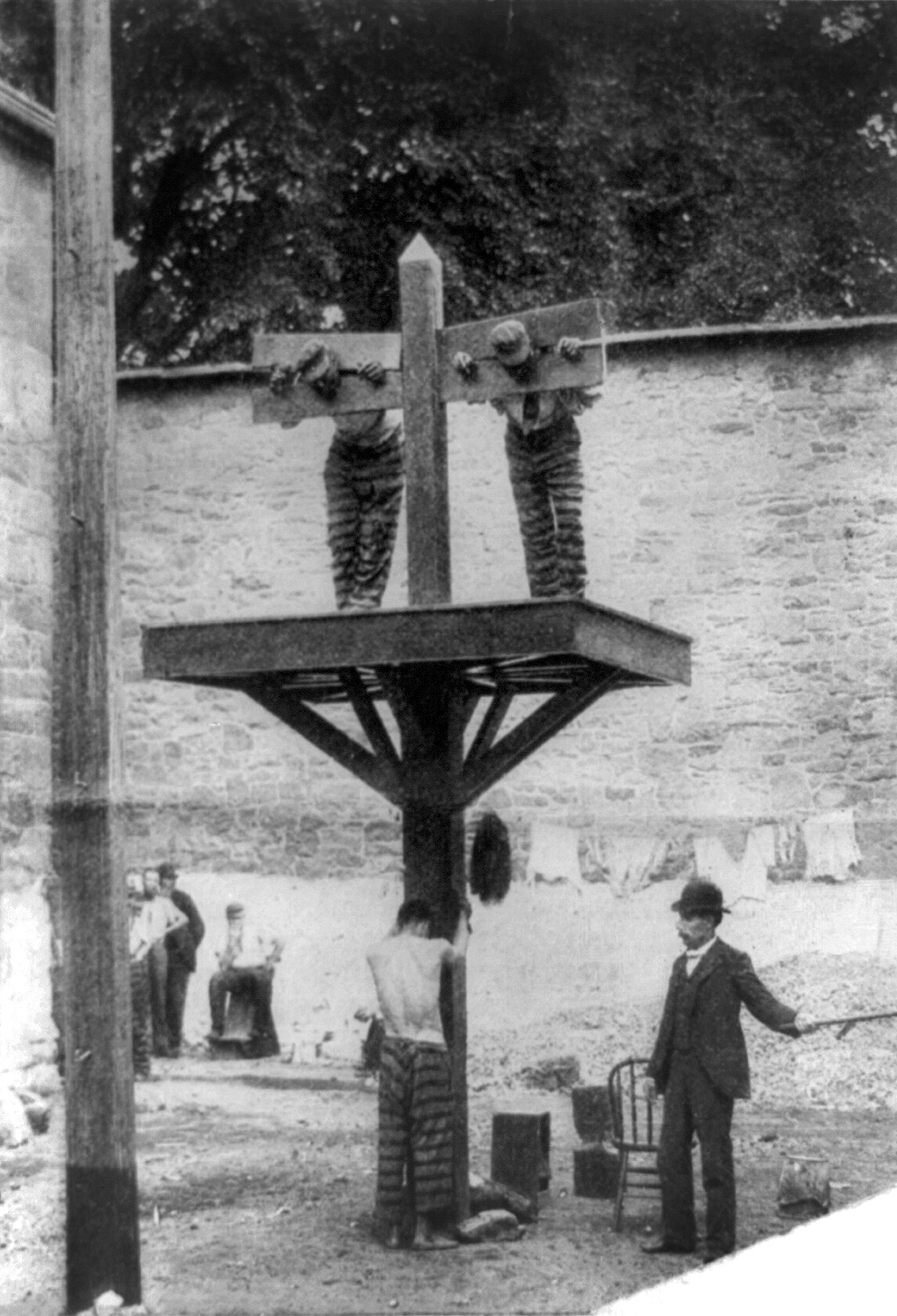
Tù nhân đứng ở cột tra tấn tại một nhà tù Delaware năm 1907.

## Trong cuộc chiến chống khủng bố

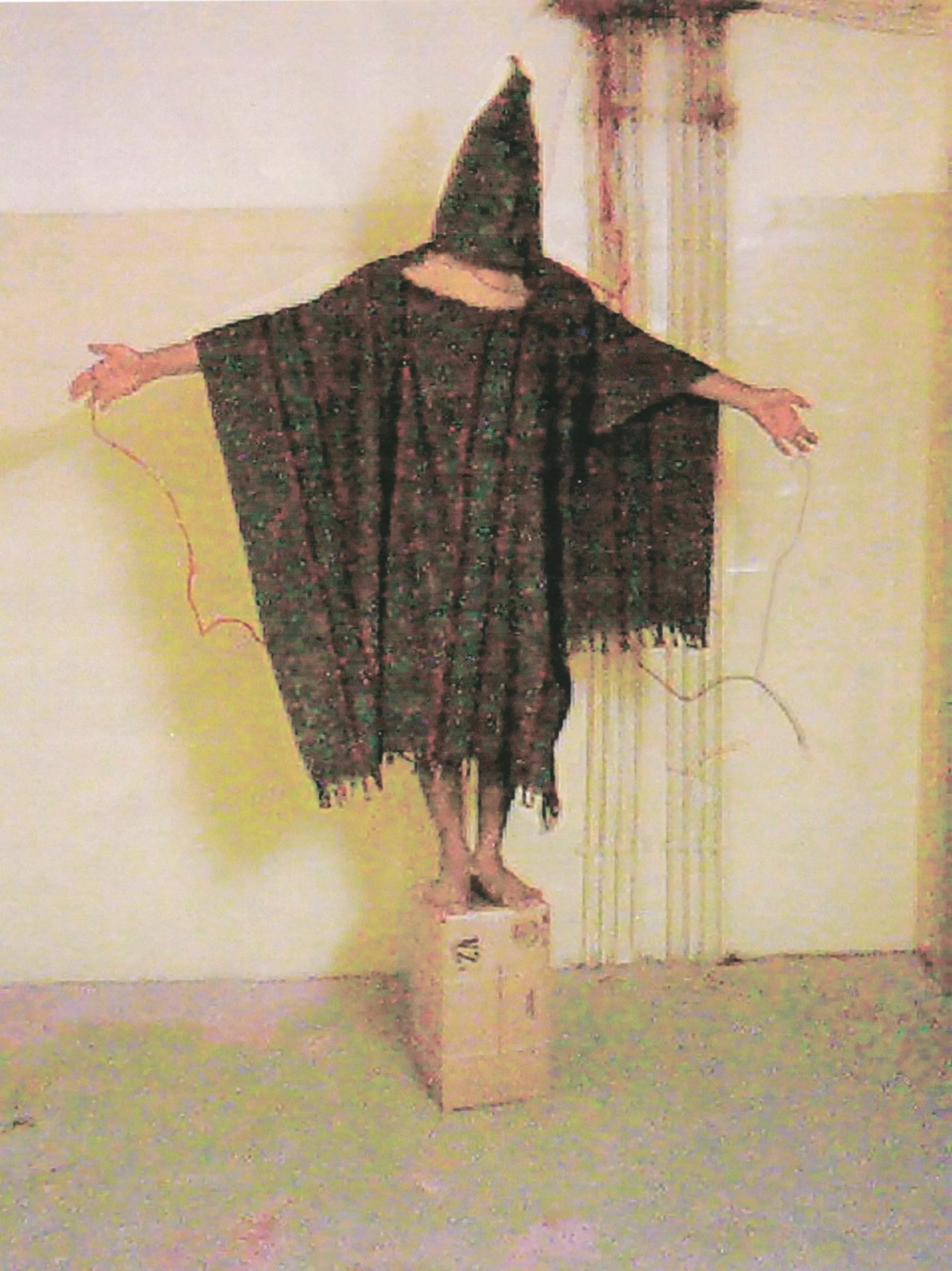
Một tù nhân bị bịt mặt tại nhà tù Abu Ghraib được cho biết anh ta sẽ bị tra tấn, hành hạ bằng điện giật nếu anh ta bị té khỏi chiếc hộp.